# Mesniera rottlerae
Mesniera rottlerae är en svampart som först beskrevs av Marjan Raciborski, och fick sitt nu gällande namn av Sacc. & P. Syd. 1902. Mesniera rottlerae ingår i släktet Mesniera och familjen Mesnieraceae.   Inga underarter finns listade i Catalogue of Life.